# Seconda Divisione (Emirati Arabi Uniti)
La Seconda Divisione (in arabo دوري الدرجة الأولى الإماراتي‎?, "Lega calcistica di seconda divisione degli Emirati Arabi Uniti", in inglese UAE Second Division League), è la terza divisione del campionato emiratino di calcio.

## Storia
La lega è stata istituita nel 2019 per volontà della UAEFA, per favorire la diffusione del calcio nel paese e dare la possibilità a piccoli club privati e squadre universitarie di competere a livello nazionale. La prima stagione prevedeva la partecipazione di 10 squadre, ma, a causa della pandemia di COVID-19, la stagione calcistica degli Emirati Arabi Uniti è stata cancellata e tutti i risultati resi nulli. La stagione 2020-2021 è stata la prima edizione completa della nuova competizione, conclusasi con la vittoria dell'Abtal Al Khaleej. Dalla stagione 2021-2022 il numero delle squadre è stato aumentato a 12. 
Mentre per la stagione 2022-2023 doveva essere sempre di 12 squadre ma è stato ridotto a 10 dopo il ritiro di due squadre. Il numero dei partecipanti è stato poi aumentato a 14 per la stagione 2023-2024,la quale ha visto anche l'introduzione di un sistema di promozione e retrocessione dopo la creazione della UAE Third Division League.

## Squadre
Stagione 2024-2025.
| Squadra         | Città                | Stadio                                 |
| --------------- | -------------------- | -------------------------------------- |
| Al Ittifaq      | Dubai (Al Mamzar)    | Al Mamzar Pitch                        |
| Al-Mooj         | Al Jazirah Al Hamra  | Al Jazirah Al Hamra Stadium            |
| Al Nujoom       | Dubai (Mirdif)       | UIS International                      |
| Arabian Falcons | Dubai                | Jebel Ali Shooting Club                |
| Baynounah       | Ruwais               | Soccer City Stadium                    |
| D-Gardens       | Dubai                | The Sevens                             |
| Dubai City      | Al Barsha            | Kings School Al Barsha                 |
| Elite Falcons   | Al Lisaili           | The Sevens                             |
| Fursan Hispania | Dubai (Al Sufouh)    | The Sevens                             |
| Gulf FC B       | Dubai                | Abtal Al Khaleej Stadium               |
| La Liga HPC     | Dubai (Al Hebiah)    | Dubai Sports City                      |
| Laval United    | Dubai (Al Qusais)    | Target ground                          |
| Madenat         | Dubai                | Dubai Club For People of Determination |
| Regional Sports | Abu Dhabi            | Zayed Sports City                      |
| Royal FC        | Dubai (Al Khawaneej) | UIS International                      |

## Albo d'oro
- 2019-2020:  Quattro FC[7]
- 2020-2021:  Abtal Al Khaleej
- 2021-2022:  Fursan Hispania
- 2022-2023:  Gulf United
- 2023-2024:  Fleetwood United
- 2024-2025:  Elite Falcons